# Mary Grueso
Mary Grueso Romero (Guapí, Cauca, 1947) es licenciada en español y literatura afrocolombiana, egresada de la Universidad del Quindío, especialista en Enseñanza de la literatura de la misma universidad y en Lúdica y recreación para el desarrollo social y cultural de la Fundación Universitaria Los Libertadores, escritora, poeta y narradora oral colombiana. Nacida en Guapi, Cauca y radicada en Buenaventura, Valle del Cauca. Ha sido honrada con el título de almadre a la excelencia poética femenina del Museo Rayo.

## Biografía Mary grueso romero
Nació en 1947 en el Corregimiento de Chuare Napi, en Guapi, Cauca. Es hija de Wilfredo Grueso y Eustaquia Romero, y descendiente de esclavos, un pasado que se pone de manifiesto en su obra cargada de contenidos libertarios y reivindicatorios del pueblo afrodescendiente. Durante su niñez vivió con su abuelo Martín Romero y cursó sus estudios primarios en el Colegio San José de Guapi.  
A sus 23 años contrae nupcias con quien podría ser considerado el artífice de la posterior carrera artística de Mary, Moisés Zúñiga quien, en el que sería el inicio de su copiosa vida académica, la apoya para ingresar a la Normal Nacional la Inmaculada Concepción, de donde se gradúa como maestra bachiller; luego ingresa a la Universidad del Quindío de la cual recibe el título de Lic. en español y literatura en 1999 y de Especialista en enseñanza de la literatura en el año 2000; en el año 2001 obtiene un diplomado en Gestión de proyectos culturales de la Universidad del Pacífico; en 2003 se titula en la Especialización en lúdica y recreación para el desarrollo social y cultural de la Fundación Universitaria Los Libertadores; y en 2004 la Universidad del Valle en convenio con la Unesco le otorga el título de diplomada en análisis y producción de textos.
Zúñiga no solo la instó a prepararse académicamente, sino que fue también quien la llevó a escribir, inspirada por el amor que hacia él sentía y por el dolor que le dejó su muerte. Así, su segundo libro publicado, El mar y tú es, en parte, reflejo de esa idílica relación.
Entre 2005 y 2007 se desempeñó como catedrática de literatura en la Universidad del Valle, también ha ejercido su labor docente en la Universidad Libre, la Universidad del Pacífico y en algunos colegios bonaverenses. Ha sido presidenta y vicepresidenta del Consejo de Literatura de Valle del Cauca. En 2011 fue nombrada Directora Técnica de Cultura de Buenaventura por el alcalde José Félix Ocoro Minotta.
Por su labor artística y docente se ha hecho merecedora de diferentes honores entre los que destacan el reconocimiento como la Primera mujer poeta consagrada del Pacífico caucano otorgado en 1997 por la Normal Nacional de Guapi; el Premio a la Mujer del Año en el Aspecto Literario otorgado por la Universidad Santiago de Cali y el Premio a la Mejor Maestra concedido por la Secretaría de Educación del Valle del Cauca en reconocimiento a su proyecto etnoeducativo, ambos de 2007; año en que también es condecorada por el Museo Rayo con el título de almadre, otorgado a las mujeres poetas que han logrado la excelencia, al cual para esta edición especial se le cambia el nombre por el de almanegra pues las tres homenajeadas de ese año eran poetas afrocolombianas: Mary acompañada de María Teresa Ramírez y Elcina Valencia.
En 2008, la cadena televisiva Señal Colombia realizó dos documentales sobre su vida y obra, incluidos en el programa Vocación Maestra y Cimarrones. Fue incluida, además, por el programa Por qué creer en Colombia como uno de los colombianos de mayor reconocimiento; así mismo Yubarta Televisión, canal de la Universidad del Pacífico, ha realizado tres documentales sobre su vida en los que destaca su papel como poeta, maestra y narradora oral.
El 11 de julio de 2025, es nombrada oficialmente como miembro de la Academia Colombiana de la Lengua, siendo la primera vez en la historia de esta institución fundada en 1871; que una mujer afro llega a ocupar una silla dentro de la academia.

## Obra

### Libros
- Cuando los ancestros llaman (Antología), http://www.unicauca.edu.co/editorial/, Popayán, Reimpresión, 2020
- El otro yo que sí soy yo
- El mar y tú
- Del baúl a la escuela (2004) [8]
- Poesía afrocolombiana
- Negra soy (2008)
- TÓMAME ANTES QUE LA NOCHE LLEGUE (2009)
- CUANDO LOS ANCESTROS LLAMAN (2009)
- COLECCIÓN DE CUENTOS ILUSTRADOS DE NIÑOS AFROCOLOMBIANOS - PELITO DE CHACARRÁS
- LA MUÑECA NEGRA
- LA NIÑA EN EL ESPEJO
- LA CUCARACHITA MANDINGA (2017)

### Material sonoro
- Mi gente, mi tierra y mi mar (disco compacto)